# ليني غرين
ليني غرين (بالإنجليزية: Lenny Green) هو لاعب كرة قاعدة أمريكي، ولد في 6 يناير 1933 في ديترويت في الولايات المتحدة، وتوفي في 6 يناير 2019.

## وصلات خارجية
- ليني غرين على موقعبيزبول رفرنس.كوم (الدوري الرئيسي) (الإنجليزية)
- ليني غرين على موقعبيزبول رفرنس.كوم (الدوري الثانوي) (الإنجليزية)
- ليني غرين على موقع مشجعي الرسوم البيانية (الإنجليزية)